# Villa di Poggio Gherardo

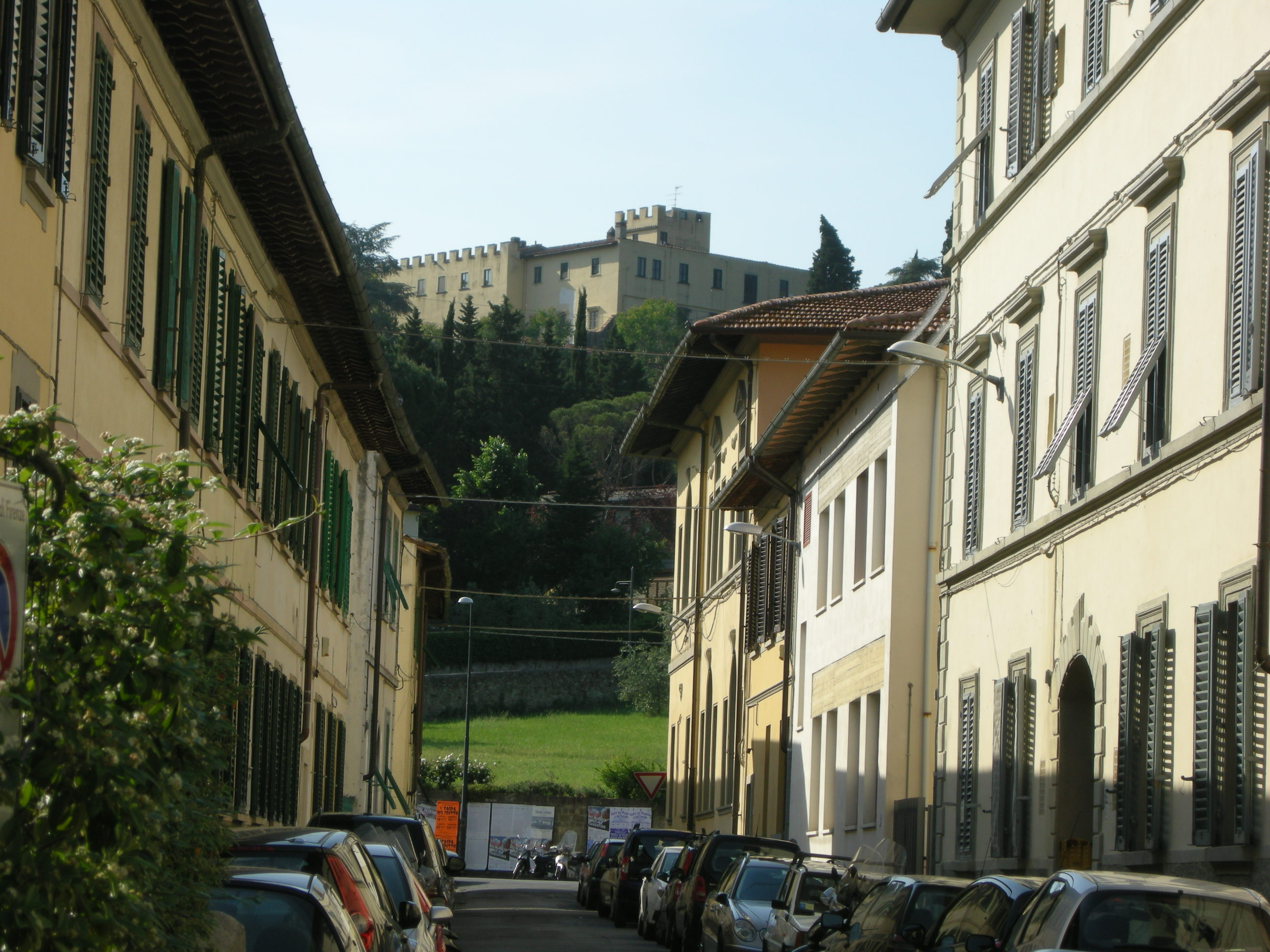
Veduta da Firenze

La Villa di Poggio Gherardo si trova sulla collina di Coverciano, in via di Poggio Gherardo (Fiesole).

## Storia
Anticamente era chiamato Palagio di Coverciano e comprendeva una torre che fu dei Mancini, famiglia della Parte Guelfa. Dopo la Battaglia di Montaperti del 1260 la famiglia fuggì da Firenze la torre venne presa dai Malagotti. Nel 1331 l'acquistarono i Baroncelli, che pochi anni dopo furono coinvolti nel fallimento del banco degli Acciaiuoli. Fu così che Poggio Gherardo fu acquistato dagli Albizzi, ai quali seguirono i Magalotti e gli Zati, finché nel 1433 giunse nelle mani dei Gherardi che lo tennero per più di quattro secoli, fino al 1888. Furono loro a dare il nome all'intera collina
In quell'anno fu acquistato da Henry James Ross e sua moglie Janet, che rimisero in evidenza la torre, recuperando la posizione dominante del complesso. Tutta la villa fu coronata da merli, in ossequio al gothic revival allora dominante e a quell'epoca i due coniugi animarono la vita culturale del luogo ospitando eminenti personalità, come George Meredith, Edward Hutton e Mark Twain. All'inizio della seconda guerra mondiale la fiorente comunità anglosassone fiorentina si spopolò e anche i Ross tornarono in Inghilterra. Il Poggio Gherardo fu allora occupato dai soldati tedeschi e poi dalle forze alleate. 
Oggi è sede dell'Istituto Antoniano Maschile dei Padri Rogazionisti.

## Descrizione
La villa ha una torre con mura merlate e solidi bastioni da ogni parte che formano terrapieni. Vi si accede da un grandioso cancello ottocentesco, in ferro battuto. Sulla facciata si trova lo stemma dei Gherardi.
All'interno l'atrio ha conservato le antiche colonne e i soffitti.